# Beltex
Das Beltex oder auch Beltex-Schaf ist eine moderne, in Belgien entwickelte Schafrasse. Diese wurde in den 1970er Jahren entwickelt und fand unter anderem auch in Großbritannien Verbreitung. Dort existiert seit 1991 ein Zuchtverband für diese Rasse.

## Merkmale
Das Beltex ist ein weißgesichtiges Schaf mit einer mittelstapeligen Wolle. Es ist besonders dafür bekannt, dass es ein sehr kräftig bemuskeltes Hinterviertel entwickelt. Böcke dieser Rasse erreichen eine Widerristhöhe von 60 Zentimetern und ein Gewicht von durchschnittlich 90 Kilogramm. Die Weibchen bleiben etwas kleiner und erreichen bei einer Widerristhöhe von 50 Zentimetern ein Gewicht von durchschnittlich 50 Kilogramm.

## Zuchtgeschichte
Die Entwicklung von Schafrassen ist häufig von den Preisen beeinflusst, die für die Wolle und das Fleisch der Tiere erzielt werden können. Das Beltex wurde in den 1970er Jahren entwickelt, als die Wollpreise so niedrig waren, dass sie die Kosten der Schafschur nicht deckten, aber gleichzeitig eine Nachfrage nach Lammfleisch vorhanden war. Das Beltex wurde von belgischen Züchtern mit Hilfe von Roger Hansen, Professor an der Universität von Leiden, entwickelt. Es gingen mehrere unterschiedliche Schafrassen ein, den größten Anteil an der Entwicklung der Rasse hat jedoch das Texelschaf. Die zweite Silbe des Rassenamens deutet diese Herkunft an.
Philip Walling bezeichnet in seiner Geschichte der britischen Schafhaltung das Beltex als die extremste Manifestation einer Fleischschafrasse, die bislang entwickelt worden ist:

„[Das Beltex] repräsentiert eine Weiterentwicklung von Bakewells Vision eines idealen Schafes zu einer surrealen Fleischleistung, das jegliche Bindung an seine Region verloren hat. Es wurde kompromisslos gezüchtet, um die Nachfrage des urbanen Kunden nach Fleisch zu befriedigen... In dieser Kompromisslosigkeit liegt jedoch auch Schönheit. Es ist ein ehrliches Schaf, dessen Existenz die Scheinheiligkeit der modernen Welt offenlegt, die so tut, als würde sie Fleisch bevorzugen, das von irgendeiner netten alten Rasse stammt. Es ist vergleichbar mit der Situation, in der die Bewohner eines freundlichen Städtchens Widerstand gegen den Bau eines Supermarktes leisten, weil sie ihre unabhängigen lokalen Geschäfte nicht verlieren wollen, sobald der Supermarkt jedoch seine Pforten öffnet, ihrem wundervollen Metzger und Fischhändler den Rücken kehren.“

## Einzelbelege
1. 1 2  Website des britischen Zuchtverbands, aufgerufen am 14. Juni 2015
2. ↑  Beltex/Ireland. In: Breed data sheet. Domestic Animal Diversity Information System, abgerufen am 14. Juni 2015 (englisch).
3. 1 2  Philip Walling: Counting Sheep, S. 234.
4. ↑  Philip Walling: Counting Sheep, S. 234. Im Original lautet das Zitat: [The Belte] takes Bakewell's vision of the ideal Shell to surreal heights of Meetings that tratschend all connection with its Terrain. It has been bred to satisfy the urban consumer's demand for meat, without Kompromisse. ... There is stark beauty in its brutalism. It is an honest Shell whose existence exposes the hypocrisy of a modern urban world that Perzents it would like its meat to come from some lovable old breed. It is like the residents of a charming market town resistent a Tesco supermarket that they say will rein the independent shops, and yet as soon as it opens abandoning their wonderful butcher and fishmonger.